# Contratiempo
Contratiempo (no Brasil, Um Contratempo) é um filme de drama espanhol de 2016 dirigido e escrito por Oriol Paulo. Estrelado por Mario Casas, Bárbara Lennie e José Coronado, estreou no Fantastic Feast em 23 de setembro de 2016.

## Sinopse
Tudo está indo muito bem para Adrian Doria (Mario Casas). Seu negócio é um sucesso e lhe trouxe riqueza, sua bela esposa teve a criança perfeita, e sua amante está bem com o caso dos dois escondido. Tudo está ótimo até que Doria desperta num quarto de hotel, depois de ser atingido na cabeça, e encontra sua amante morta no banheiro, coberta com um monte de notas em euros. Pior, o quarto é trancado por dentro e não tem nenhuma maneira de entrar ou sair. Com tudo o que construiu desmoronando aos seus pés, Doria recorre a melhor advogada de defesa da Espanha, Virginia Goodman (Ana Wagener), e eles tentam descobrir o que realmente aconteceu na noite anterior.
O empresário espanhol Adrián Doria está sob fiança após ser preso pelo assassinato de sua amante, Laura Vidal. Seu advogado, Félix Leiva, contrata a prestigiosa advogada de defesa Virginia Goodman, que o visita em seu apartamento com a notícia de que o promotor encontrou uma testemunha que em breve deporá perante um juiz; eles têm três horas para apresentar uma defesa, então Virginia pede a seu cliente que lhe conte toda a verdade.
Adrián conta a Virginia como ele e Laura terminaram o caso meses atrás, mas receberam uma ligação chantageando-os para irem a um hotel com € 100.000. No hotel, Adrián ficou inconsciente e acordou para encontrar Laura morta no banheiro. Com a porta e as janelas trancadas por dentro, a polícia descobriu que Adrián era o único suspeito.
Adrián então narra mais atrás, como afirmava estar em Paris, mas na verdade estava em uma cabana com Laura. Enquanto dirigem de volta para Barcelona, Adrián desvia de um cervo, o que o faz atingir outro carro, que bate em uma árvore. Apesar de eles saírem ilesos, o motorista do outro carro, um bancário chamado Daniel Garrido, morre. Laura racionaliza que não é totalmente culpa deles, já que Daniel estava enviando mensagens de texto e não usava o cinto de segurança. Quando outro carro se aproxima, Laura empurra o corpo de Daniel no banco do passageiro e ela e Adrián fingem trocar informações sobre o seguro. Ela finge atender o telefone de Daniel quando toca para continuar a farsa, e o outro motorista sai convencido. Laura espera um guincho no carro de Adrián, que não dá partida, enquanto Adrián joga o carro de Daniel em um lago com o corpo no porta-malas.
Mais tarde, Laura, chateada, pega Adrián nas proximidades do lago e conta como seu carro foi consertado. Um engenheiro automotivo, Tomás, passou de carro e se ofereceu para ajudar Laura, que alegou ter atropelado um veado. Ele rebocou o carro de Adrian até a casa dele (de Tomás) para consertá-lo. Ao conversar com a esposa de Tomás, Elvira, Laura viu algumas fotos de família e percebeu que Daniel Garrido era filho deles. Quando Laura estava prestes a sair e entrou no carro de Adrian, ela ajustou o banco do motorista, despertando a suspeita de Tomás quanto à identidade do motorista. Depois que Adrián vende seu carro e denuncia o roubo, ele se separa de Laura, esperançosamente para sempre.
Em poucos dias, Adrián é intimado à delegacia, pois Tomás informou à polícia o número de sua placa. Félix arranja um álibi falso para Adrián em Paris e suborna a polícia para remover o nome de Adrián do arquivo do caso. Quando o noticiário informa que Daniel está fugindo após desviar dinheiro do banco, Adrián confronta Laura, que admite ter pegado a carteira de Daniel quando colocaram seu corpo no porta-malas, e depois invadiu a conta de Daniel e roubou o dinheiro. Adrián diz a ela que o que ela fez é errado, mas Laura ameaça incriminá-lo também.
Adrián é eleito Empresário Europeu do Ano e Tomás se apresenta como repórter durante a cerimônia para confrontá-lo. Tomás percebe que Adrián saca o mesmo isqueiro que viu ao consertar o carro. Ele implora a Adrián que lhe diga onde está o corpo de seu filho para enterrá-lo enquanto o segurança remove Tomás. Dias depois, Adrián recebe a foto de um lago com instruções para levar Laura ao hotel com € 100.000. Adrián acha que o chantagista pode ser o motorista que eles viram passar logo após o acidente, se ele seguiu Adrián quando ele jogou o carro no lago.
De volta ao presente, Virginia sugere que, para se salvar, Adrián poderia alegar que viu o rosto do homem que o agrediu no quarto do hotel e que o agressor era Tomás. Adrián então revela que sempre soube que era Tomás, pois viu seu rosto, mas não disse porque estava testando Virginia.
Virginia sugere colocar um item pertencente a Laura no porta-malas do carro de Daniel (com o corpo de Daniel dentro) e alegar que ela agiu sozinha. Adrián então confessa que enquanto empurrava o carro para dentro do lago, Daniel acordou, pois estava apenas inconsciente; uma autópsia revelaria que ele se afogou. Virginia fica visivelmente chocada, mas afirma que não revelará isso ao juiz.
Virginia diz que os registros médicos de Laura mostram que ela sofria de ansiedade, provavelmente de consciência pesada, e sugere que Adrián está mentindo para fazer parecer que Laura foi o cérebro por trás de seu engano. No entanto, Virginia diz acreditar que Tomás o incriminou porque Elvira (esposa de Tomás) trabalha no hotel onde o corpo de Laura foi encontrado, e é por isso que os Garrido escolheram aquele local para o encontro: Elvira poderia facilmente destrancar a janela para o marido escapar depois de matar Laura, e depois trancar a janela, fazendo parecer que ninguém mais entrou. Virginia diz que Tomás perseguindo Adrián, Félix e até ela mesma, e aponta para um apartamento do outro lado da rua, onde Tomás está à espreita. Ela continua pressionando Adrián, que finalmente admite que matou Laura e encenou a cena.
Félix telefona e deixa recado na caixa postal de casa de Adrián, instando-o a ligar de volta, pois não conseguiu contatá-lo pelo celular. Virginia sugere que ele retorne a ligação de Félix enquanto eles fazem uma rápida pausa de 10 minutos. Ela sai do apartamento com muita urgência. Adrián, entretanto, liga o celular e liga para Félix: Félix volta a dizer a Adrián que não conseguiu falar com ele e informa que a testemunha de acusação é mesmo o outro motorista, mas seu silêncio foi comprado com sucesso. Enquanto Félix questiona como está indo o encontro com Virginia, a ligação vai ficando perturbada com tons agudos, Adrián então percebe que toda a conversa está sendo gravada. Ele se lembra de Virginia ter desligado o telefone anteriormente, provavelmente para que o sinal do celular não atrapalhasse a gravação. Ele olha para o apartamento do outro lado da rua e vê Tomás parado ao lado de Virginia, que se revela Elvira Garrido disfarçada. Usando a confissão que Elvira coagiu de Adrián, Tomás chama a polícia quando a verdadeira Virginia Goodman chega ao apartamento de Adrián.

## Elenco
- Mario Casas - Adrián Doria
- Ana Wagener - Virginia Goodman
- José Coronado - Tomás Garrido
- Bárbara Lennie - Laura Vidal
- Francesc Orella - Félix Leiva
- Paco Tous - Condutor
- David Selvas - Bruno
- Iñigo Gastesi - Daniel Garrido
- San Yélamos - Sonia
- Manel Dueso - Inspetor Milán
- Blanca Martínezv

## Prêmios
- Gaudí Awards 2017: indicado a Melhor Montagem;
- Portland International Film Festival 2017: premiado como Melhor Filme do Público e indicado a Melhor Filme Estreia;